# Bairdiocypridoidea
De Bairdiocypridoidea zijn een superfamilie van uitgestorven kreeftachtigen uit de klasse van de Ostracoda (mosselkreeftjes).

## Families
- Bairdiocyprididae Shaver, 1961 †
- Gerodiidae Gruendel, 1962 †
- Pachydomellidae Berdan & Sohn, 1961 †
- Rectellidae Neckaya, 1966 †
- Rectonariidae Gruendel, 1962 †